# 싱룽타이구

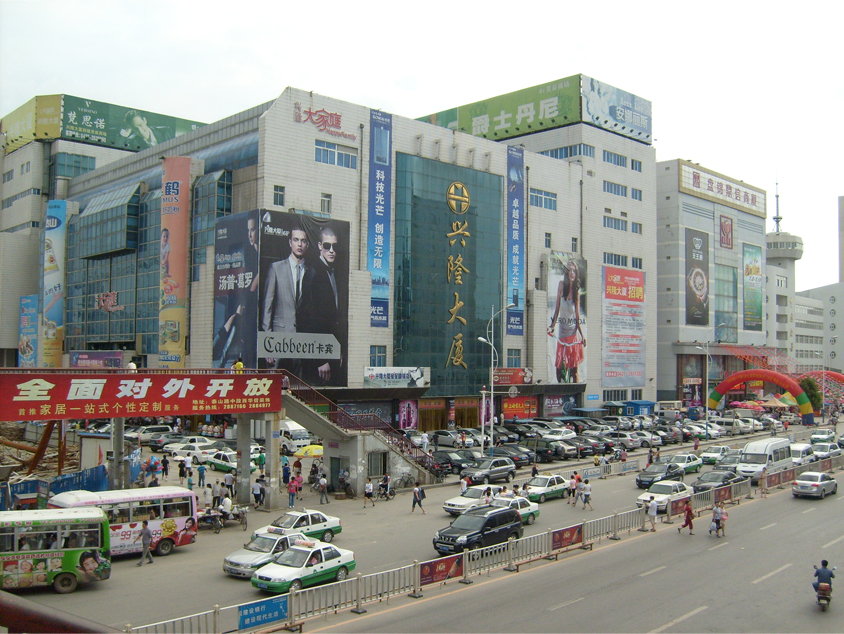

싱룽타이구(한국어: 흥륭태구, 중국어: 兴隆台区, 병음: Xīnglóngtái Qū)는 중화인민공화국 랴오닝성 판진 시의 행정구역이다. 넓이는 194km2이고, 인구는 2007년 기준으로 400,000명이다.

## 행정 구역
18개 가도를 관할한다.
- 가도: 街道办事处: 振兴街道, 兴隆街道, 渤海街道, 新工街道, 于楼街道, 高升街道, 曙光街道, 友谊街道, 红村街道, 平安街道, 新生街道, 欢喜街道, 沈采街道, 茨采街道, 锦采街道, 兴海街道, 兴盛街道, 创新街道.